# William Gibson (dramatik)
William Gibson (13. listopadu 1914, New York, USA – 25. listopadu 2008, Stockbridge, USA) byl americký dramatik, spisovatel a držitel divadelní ceny Tony Award. Tu získal za svou hru The Miracle Worker z roku 1959, jenž vypráví příběh z dětství americké spisovatelky Helen Kellerové. Hra je adaptací na původní televizní scénář z roku 1957. Později, v roce 1962, Gibson příběh adaptoval na filmovou verzi, která získala nominaci na Oscara za nejlepší adaptovaný scénář.
Během svého života působil na Broadwayi a mezi jeho tamní debut patří hra Two for the Seesaw z roku 1958. Za hru Dinny and the Witches počátkem 60. let získal nominaci na divadelní cenu Tony Award. Další z jeho her byla Golda o někdejší izraelské ministerské předsedkyni Goldě Meirové.